# 鲍勃·克利里
鲍勃·克利里（英語：Bob Cleary，1936年4月21日—2015年9月16日），美国男子冰球运动员，场上位置是后卫。他曾代表美国国家队参加1960年冬季奥林匹克运动会冰球比赛，获得一枚金牌。

## 家庭
哥哥为比尔·克利里。